# ギュスターヴ・ジャンヌレ

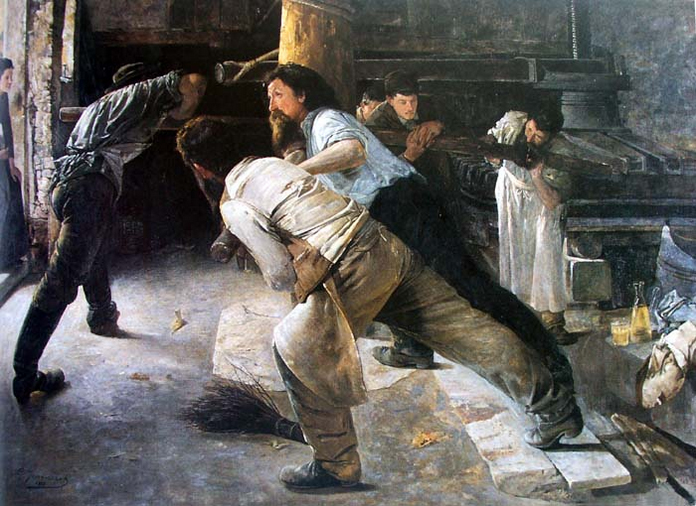
ギュスターヴ・ジャンヌレ作「ワイン作りの圧搾労働者」(1887)

ギュスターヴ・ジャンヌレ（Gustave-Auguste Jeanneret、1847年4月6日 - 1927年9月13日はスイスの画家である。風景画、風俗画、静物画を描いた。国際労働者協会（第一インターナショナル）に参加するなど社会主義思想の持主で働く人々を描いた。

## 略歴
スイス、ヌーシャテル州のモティエ(Môtiers)の商人の息子に生まれた
。弟のジョルジュとともに、画家の叔父、ジョルジュ・グリーセル(Georges Grisel)から絵を学んだ。フランス、オー＝ラン県のRixheimで壁紙の会社Zuber & Cieでデザイナーの見習いをした。
1867年にパリに移り、陶磁器のデザイナーになり、私立の美術学校、アカデミー・シュイスで絵を学んだ。普仏戦争の少し前に、国際労働者協会（第一インターナショナル）のメンバーになり、パリ・コンミューンが失敗した後、ジャンヌレがスイスから持ち帰った偽造書類で、女性画家のルシアンヌ・プラン(Lucienne Prins)はコンミューンに参加した女性たちをパリから脱出させることができた。のちにミハイル・バクーニンを支持するジュラ連合(Jura Federation)に参加し、無政府主義者のジェームス・ギヨーム(James Guillaume)と知り合った。
1876年にパリのサロンに出展した後、1878年にスイスに帰国し、ヌーシャテルに住んだ。
1888年に画家で美術出版を営むヴォルフラート(René-Alfred-Henri Wolfrath)の娘と結婚し、ヌーシャテル州の クレッシエ
(Cressier)のワイン店だった建物を買い、工房を開いた。スイスの芸術家にギュスターヴ・クールベやジャン＝バティスト・カミーユ・コローなど、自らが影響を受けたフランスの画家たちを紹介した、
1889年のパリ万国博覧会では画家のウジェーヌ・ビュルナン、画家、彫刻家のアルフレート・ライツとスイス館の学芸員を務め、1903年から1904年の間は「スイス、画家、彫刻家協会(Gesellschaft Schweizerischer Maler und Bildhauer)」の会長も務めた。

## 作品

風景画
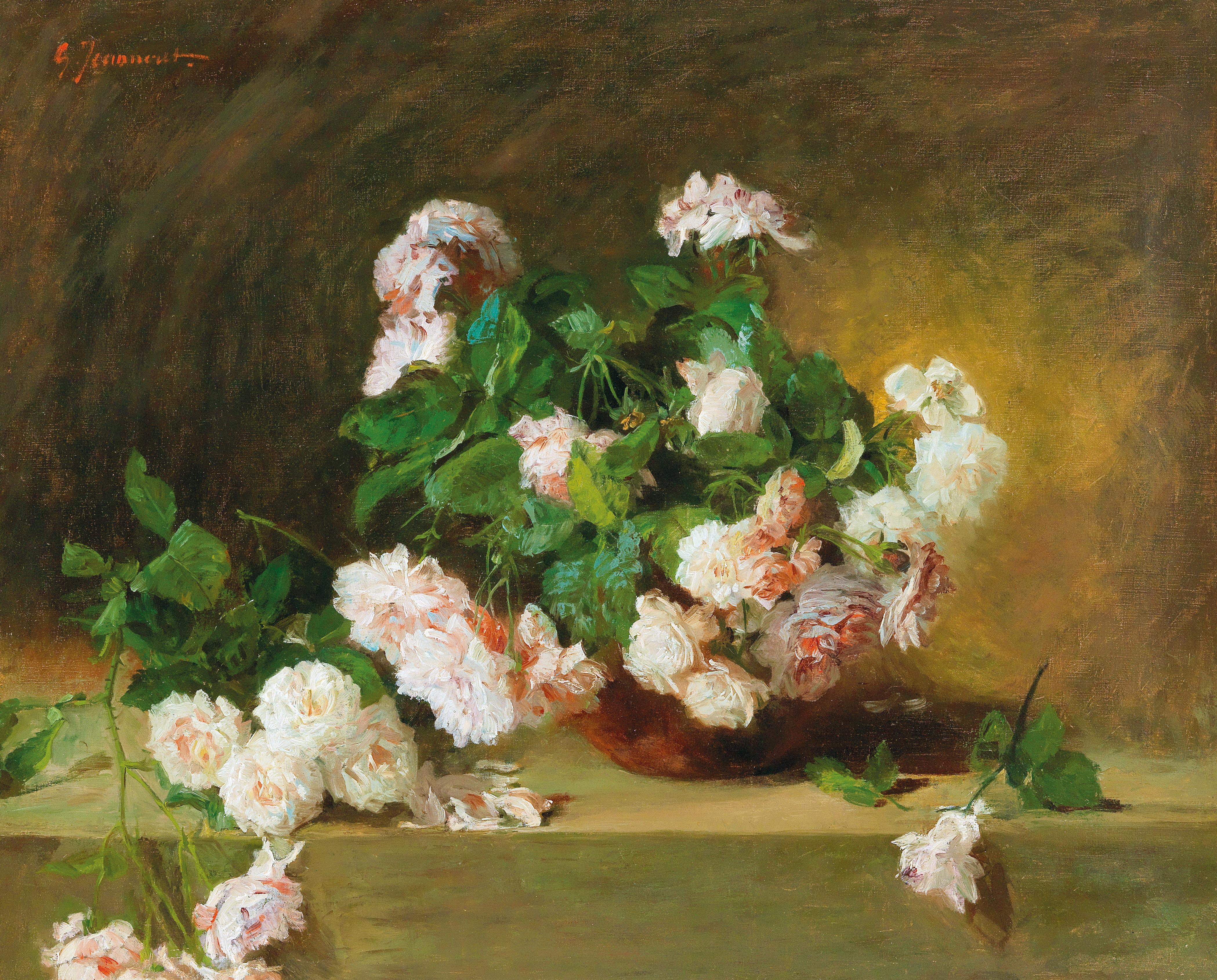
バラ
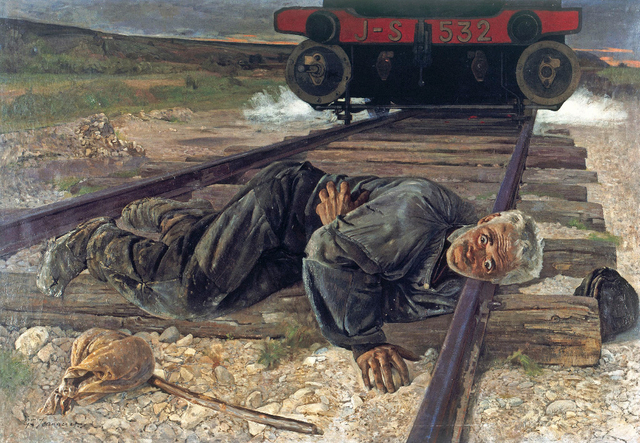
絶望
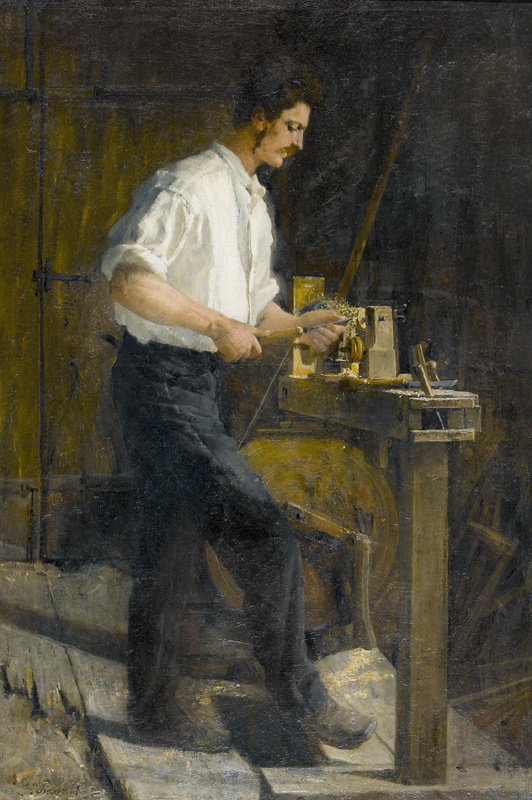
旋削の職人